# روب إليوت (مقدم تلفزيوني)
روب إليوت (بالإنجليزية: Rob Elliott)‏ هو مقدم تلفزيوني أسترالي، ولد في 8 أكتوبر 1965 في بريزبان في أستراليا.

## وصلات خارجية
- روب إليوت على موقع IMDb (الإنجليزية)